# Schönbronn (Weihenzell)
Schönbronn (fränkisch: Scheebrunn) ist ein Gemeindeteil der Gemeinde Weihenzell im Landkreis Ansbach (Mittelfranken, Bayern). Schönbrunn liegt in der Gemarkung Wernsbach.

## Geografie
Unmittelbar südlich des Dorfes entspringt der Hirtengraben, ein rechter Zufluss des Wernsbachs, der rechts in die Rippach fließt. Im Südosten erhebt sich der Lineberg. Schönbronn liegt an der Kreisstraße AN 10, die nach Wernsbach (1,4 km nordöstlich) bzw. die Staatsstraße 2255 kreuzend an Kühndorf vorbei nach Buhlsbach führt (2,5 km westlich).

## Geschichte
Der Ort wurde vermutlich im 12. oder 13. Jahrhundert gegründet. Erstmals urkundlich erwähnt wurde er 1317 als „Schonenbrunnen“, d. h. Siedlung bei der klaren Quelle.
Gegen Ende des 18. Jahrhunderts gab es in Schönbronn 7 Anwesen. Das Hochgericht übte das brandenburg-ansbachische Hofkastenamt Ansbach aus. Die Dorf- und Gemeindeherrschaft hatte das Stiftsamt Ansbach inne. Grundherren waren das Stiftsamt Ansbach (1 Hof, 3 Halbhöfe, 2 Gütlein) und das Rittergut Frohnhof der Herren von Eyb (1 Gütlein). Neben den Anwesen gab es kommunale Gebäude (Hirtenhaus, Brechhaus). Von 1797 bis 1808 unterstand der Ort dem Justiz- und Kammeramt Ansbach.
Im Topo-geographisch-statistischen Lexicon vom Königreiche Bayern (1832) wird der Ort folgendermaßen beschrieben:

„Weiler in der Pf[ar]r[ei] Wernsbach und im L[an]dg[ericht] Ansbach, 11⁄2 St[unden] von dessen Sitze entfernt. Er enthält 9 H[äuser] mit 60 E[inwohnern]. Im J[ahre] 1244 war der Ort Eigenthum Heinrichs v. Hertenbach, welcher im demselben Jahre sich gegen die Burggrafen Johann und Albrecht reversirte, mit dem Burgstalle daselbst zu gewarten und solchen als ein Erbburglehen zu empfangen, daß es ein offenes Haus seyn soll. In den Urkunden wird dieser Ort auch Oberschönbronn, zum Unterschiede von Schönbronn bei Herrieden, genannt.“

Im Rahmen des Gemeindeedikts wurde Schönbronn dem 1808 gebildeten Steuerdistrikt Wernsbach und der 1811 gegründeten Ruralgemeinde Wernsbach zugeordnet. In der freiwilligen Gerichtsbarkeit unterstand ein Anwesen von 1822 bis 1836 dem Patrimonialgericht Frohnhof. Am 1. Januar 1974 wurde Schönbronn im Zuge der Gebietsreform in Bayern in die Gemeinde Weihenzell eingegliedert.

### Baudenkmal
- Haus Nr. 2: eingeschossiger Bau des 18. Jahrhunderts mit zweiachsigem Zwerchhaus und Krüppelwalmdach, der ehemals ein Jagdschloss der Markgrafen von Ansbach war[16]

### Einwohnerentwicklung
| Jahr      | 001818 | 001840 | 001861 | 001871 | 001885 | 001900 | 001925 | 001950 | 001961 | 001970 | 001987 | 001999 | 002011 | 002017 |
| Einwohner | 56     | 51     | 51     | 56     | 52     | 52     | 45     | 77     | 77     | 77     | 61     | 78     | 55     | 55     |
| Häuser    | 9      | 10     |        |        | 9      | 9      | 8      | 8      | 11     |        | 16     |        |        |        |
| Quelle    | [ 18 ] | [ 19 ] | [ 20 ] | [ 21 ] | [ 22 ] | [ 23 ] | [ 24 ] | [ 25 ] | [ 26 ] | [ 27 ] | [ 28 ] | [ 29 ] |        | [ 1 ]  |

## Religion
Der Ort ist seit der Reformation evangelisch-lutherisch geprägt und nach St. Johannes (Wernsbach bei Ansbach) gepfarrt. Die Einwohner römisch-katholischer Konfession waren zunächst nach St. Ludwig (Ansbach) gepfarrt, seit 1970 ist die Pfarrei Christ König (Ansbach) zuständig.